# آمیلکار سی‌جی‌اس

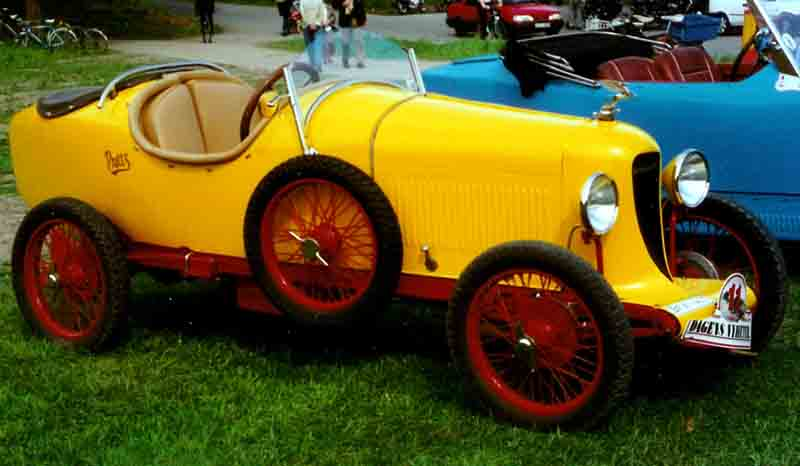

آمیلکار سی‌جی‌اس (Amilcar CGS) خودرویی است که در سال‌های ۱۹۲۳ تا ۱۹۲۵تولید شده‌است. طول آن در حالت طبیعی ۱۳۴ اینچ (۳٬۴۰۰ میلیمتر) است.
موتور آن ۱۰۷۴ سی‌سی سیستم جعبه‌دندهٔ آن به صورت دستی است.